# Andreas Heusler (filolog)
 For alternative betydninger, se Andreas Heusler. (Se også artikler, som begynder med Andreas Heusler)
Andreas Heusler (født 10 august 1865 i Basel, død 28. februar 1940 sammesteds) var en schweizisk-tysk filolog. Han var søn af juristen Andreas Heusler (1834-1921). 
Heusler var 1894–1919 ekstraordinær professor i nordiske sprog i Berlin og siden 1919 professor i samme fag i Basel. Heusler, der var æresmedlem af Videnskabsakademiet i Berlin og siden 1921 medlem af Videnskabernes Selskab i København, har udøvet en meget betydelig virksomhed som nordisk og germansk filolog med oldnordisk og metrik som hovedområder. Blandt Heuslers arbejder må nævnes Über germanischen Versbau (1894), Lied und Epos in germanischer Sagendichtung (1905), Deutscher und antiker Vers (1917) och Nibelungensage und Nibelungenlied (1921).